# Граф, Флориан
Флориан Граф (нем. Florian Graf; род. 24 июля 1988, Фрайунг, Бавария) — немецкий биатлонист. После окончания сезона 2017/2018 завершил карьеру.

## Спортивная карьера

### Юниорские и молодёжные достижения
| Год  | Место проведения | Возраст | Инд | Спр | Пр | Эст |
| 2006 | ЧМ Преск-Айл     | U19     | 28  | 2   | 5  | —   |
| 2007 | ЧМ Валь-Мартелло | U19     | 43  | 3   | 1  | —   |
| 2008 | ЧМ Рупольдинг    | U21     | 5   | 2   | 2  | 3   |
| 2009 | ЧМ Кенмор        | U21     | —   | 4   | 8  | 1   |
| 2011 | ЧЕ Валь-Риданна  | U26     | 17  | 7   | 5  | 1   |

### Карьера в Кубке мира
- 18 декабря 2010 года — дебютировал в спринтерской гонке в Поклюке — 84-е место.

### Общий зачет в Кубке мира
- 2010—2011 — 58-е место (87 очков)
- 2011—2012 — 21-е место (428 очков)
- 2012—2013 — 25-е место (371 очко)

## Личная жизнь
Ранее Граф работал на главной таможне Мюнхена. Его увлечениями являются езда на горном велосипеде и мотоцикле, а также игра на саксофоне. Любимые исполнители — Давид Гетта, Джейсон Деруло, группы Bruno Mars и Die Zitronen Püppies. Любимые фильмы — «Начало», «Матрица», «Бесславные ублюдки» и «Два с половиной человека».

## Интересные факты
- На 4-м этапе Кубка мира 2012/2013 в Оберхофе Флориан Граф заработал дисквалификацию: во время спринтерской гонки на втором огневом рубеже он попытался убрать воду из диоптра, повернув заряженную винтовку на себя. Судьи расценили это как нарушение техники безопасности[2].